# Katarina Miloš
Katarina Miloš je hrvatska pjesnikinja iz Sombora.
Neke pjesme joj se nalaze u zbirci s III. pjesničkog skupa u Rešetarima (pjesništvo Književne sekcije KUD-a "Rešetari" i hrvatskih pjesnika u iseljeništvu) Nad vremenom i ognjištem (objavljenoj 2005.) s pjesničkog skupa u Rešetarima održanog 23. listopada 2004., u izboru Stjepana Blažetina, Ivana Slišurića, Đure Vidmarovića i urednika Ivana De Ville.Pjesme su joj objavljivane u Katoličkom listu "Zvonik". Pjesme i priče objavljivane su joj u Zbirci poezije Erato '04.